# Diócesis de Portland
La diócesis de Portland (en latín: Dioecesis Portlanden(sis) y en inglés: Roman Catholic Diocese of Portland) es una circunscripción eclesiástica latina de la Iglesia católica en Estados Unidos, sufragánea de la arquidiócesis de Boston. La diócesis tiene al obispo James T. Ruggieri como su ordinario desde el 7 de mayo de 2024.

## Territorio y organización

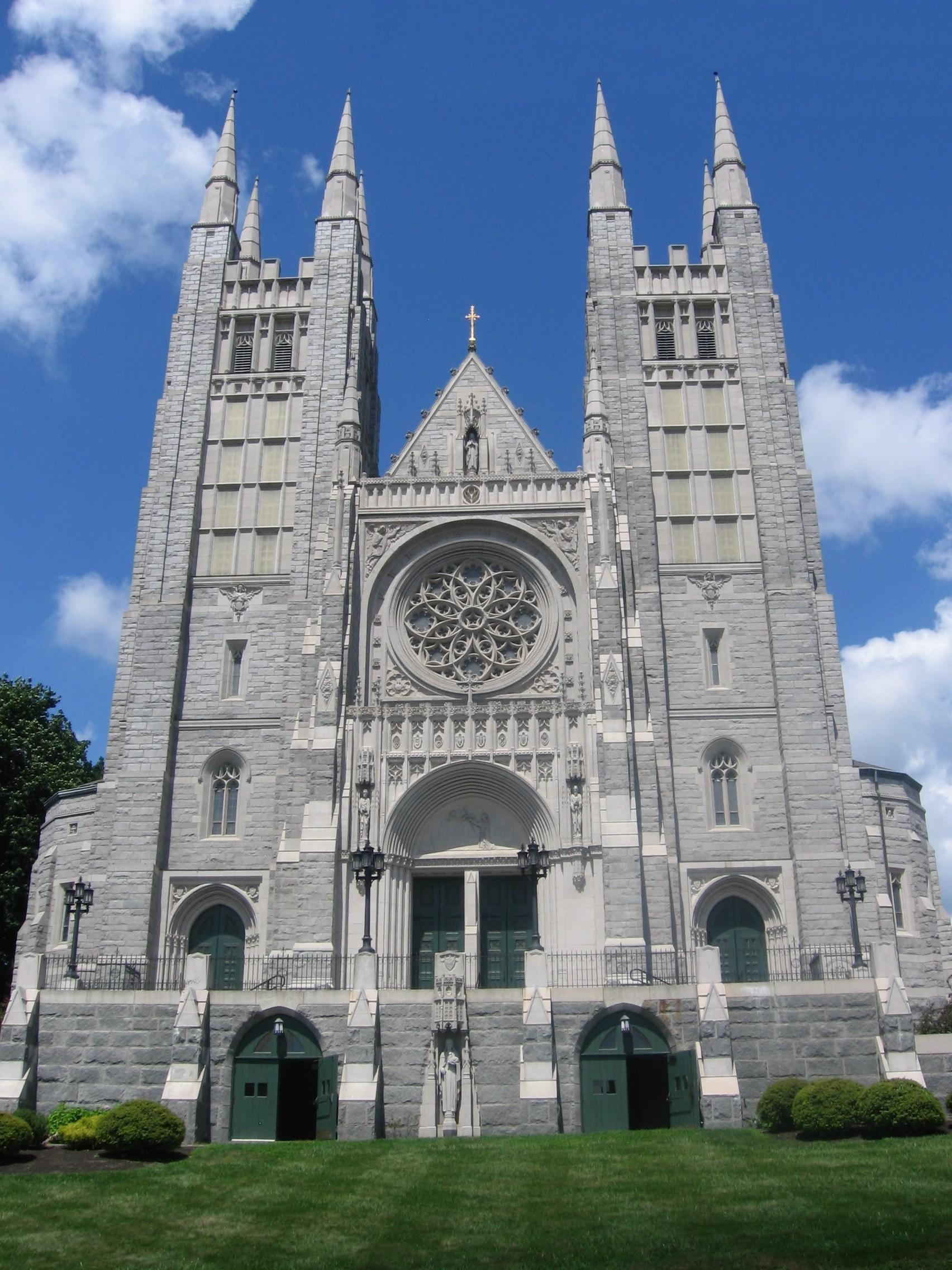
Basílica de San Pedro y San Pablo, Lewiston

La diócesis tiene 85 541 km² y extiende su jurisdicción sobre los fieles católicos de rito latino residentes en el estado de Maine.
La sede de la diócesis se encuentra en la ciudad de Portland, en donde se halla la Catedral de la Inmaculada Concepción. En Lewiston se encuentra la basílica menor de San Pedro y San Pablo.
En 2019 en la diócesis existían 55 parroquias.

## Historia
La diócesis fue erigida el 29 de julio de 1853 con el breve Apostolicae servitutis del papa Pío IX, obteniendo el territorio de la diócesis de Boston (hoy arquidiócesis).
Siguiendo el tratado Webster-Ashburton de 1842, que reguló las fronteras entre Estados Unidos y Canadá en la parte norte de Maine, en 1870 el territorio de Madawaska pasó de la diócesis de Saint John a la diócesis de Portland.
Originalmente sufragánea de la arquidiócesis de Nueva York, en 1875 pasó a formar parte de la provincia eclesiástica de Boston.
El 15 de abril de 1884 cedió una parte de su territorio para la erección de la diócesis de Mánchester mediante el breve Quod erat del papa León XIII.

## Estadísticas
De acuerdo al Anuario Pontificio 2020 la diócesis tenía a fines de 2019 un total de 200 700 fieles bautizados.
| Año                                                                             | Población            | Población | Población      | Sacerdotes | Sacerdotes    | Sacerdotes    | Bautizados por sacerdote | Diáconos permanentes | Religiosos | Religiosos | Parroquias |
| Año                                                                             | Bautizados católicos | Total     | % de católicos | Total      | Clero secular | Clero regular | Bautizados por sacerdote | Diáconos permanentes | Varones    | Mujeres    | Parroquias |
| ------------------------------------------------------------------------------- | -------------------- | --------- | -------------- | ---------- | ------------- | ------------- | ------------------------ | -------------------- | ---------- | ---------- | ---------- |
| 1950                                                                            | 226 186              | 876 213   | 25.8           | 345        | 248           | 97            | 655                      |                      | 221        | 1506       | 132        |
| 1966                                                                            | 270 283              | 969 265   | 27.9           | 353        | 248           | 105           | 765                      |                      | 184        | 1062       | 133        |
| 1970                                                                            | 273 392              | 976 000   | 28.0           | 585        | 223           | 362           | 467                      | 1                    | 592        | 1332       | 142        |
| 1976                                                                            | 264 538              | 1 028 000 | 25.7           | 281        | 192           | 89            | 941                      |                      | 136        | 1035       | 144        |
| 1980                                                                            | 275 376              | 1 028 000 | 26.8           | 322        | 220           | 102           | 855                      | 2                    | 136        | 860        | 144        |
| 1990                                                                            | 263 327              | 1 219 300 | 21.6           | 285        | 209           | 76            | 923                      | 5                    | 105        | 648        | 146        |
| 1999                                                                            | 227 183              | 1 227 927 | 18.5           | 233        | 180           | 53            | 975                      | 18                   | 26         | 457        | 138        |
| 2000                                                                            | 215 077              | 1 227 927 | 17.5           | 234        | 187           | 47            | 919                      | 19                   | 72         | 436        | 138        |
| 2001                                                                            | 212 253              | 1 227 927 | 17.3           | 223        | 176           | 47            | 951                      | 21                   | 78         | 416        | 136        |
| 2002                                                                            | 213 680              | 1 274 923 | 16.8           | 211        | 165           | 46            | 1012                     | 23                   | 74         | 397        | 136        |
| 2003                                                                            | 217 705              | 1 274 923 | 17.1           | 205        | 157           | 48            | 1061                     | 24                   | 77         | 390        | 135        |
| 2004                                                                            | 217 767              | 1 274 923 | 17.1           | 203        | 158           | 45            | 1072                     | 23                   | 71         | 371        | 135        |
| 2010                                                                            | 203 000              | 1 358 000 | 14.9           | 179        | 147           | 32            | 1134                     | 32                   | 47         | 280        | 66         |
| 2012                                                                            | 207 300              | 1 379 000 | 15.0           | 168        | 139           | 29            | 1233                     | 42                   | 43         | 304        | 57         |
| 2013                                                                            | 208 500              | 1 389 000 | 15.0           | 164        | 137           | 27            | 1271                     | 41                   | 38         | 271        | 57         |
| 2016                                                                            | 212 992              | 1 418 942 | 15.0           | 157        | 125           | 32            | 1356                     | 40                   | 46         | 210        | 55         |
| 2019                                                                            | 200 700              | 1 338 404 | 15.0           | 144        | 113           | 31            | 1393                     | 45                   | 44         | 181        | 55         |
| Fuente: Catholic-Hierarchy, que a su vez toma los datos del Anuario Pontificio. |                      |           |                |            |               |               |                          |                      |            |            |            |

Escuelas secundarias
- Catherine McAuley High School, Portland
- Cheverus High School, Portland
- St. Dominic Regional High School, Lewiston

## Episcopologio
- David William Bacon † (23 de enero de 1855-5 de noviembre de 1874 falleció)
- James Augustine Healy † (12 de febrero de 1875-5 de agosto de 1900 falleció)
- William Henry O'Connell † (22 de abril de 1901-21 de febrero de 1906 nombrado arzobispo coadjutor de Boston[5])
- Louis Sebastian Walsh † (3 de agosto de 1906-12 de mayo de 1924 falleció)
- John Gregory Murray † (29 de mayo de 1925-29 de octubre de 1931 nombrado arzobispo de Saint Paul y Mineápolis)
- Joseph Edward McCarthy † (13 de mayo de 1932-8 de septiembre de 1955 falleció)
- Daniel Joseph Feeney † (9 de septiembre de 1955 por sucesión-15 de septiembre de 1969 falleció)
- Peter Leo Gerety † (15 de septiembre de 1969 por sucesión-2 de abril de 1974 nombrado arzobispo de Newark)
- Edward Cornelius O'Leary † (16 de octubre de 1974-27 de septiembre de 1988 retirado)
- Joseph John Gerry, O.S.B. (27 de diciembre de 1988-10 de febrero de 2004 retirado)
- Richard Joseph Malone (10 de febrero de 2004-29 de mayo de 2012 nombrado obispo de Búfalo)[6]
- Robert Peter Deeley, (18 de diciembre de 2013-13 de febrero de 2024 retirado)
- James T. Ruggieri, (desde el 7 de mayo de 2024)